# 緒方燐作
緒方 燐作（、1925年〈大正14年〉1月6日 - ）は、日本の元俳優。本名は鈴木 輝彦（）。東京都出身。

## 人物
住まいは東京都福生市付近だという。
1952年、東宝に準契約として入社。同期は今井和雄、加藤茂雄。『次郎長三国志』でデビュー。
クレジットされない作品もあったが、ジャンルを問わず、数多くの作品に出演していた。
趣味・特技は香水の調合。

## 主な出演作品

### 映画
- プーサン（1953年） - 警官
- 太平洋の鷲（1953年） - 発着所士官[7][注釈 1]
- 次郎長三国志シリーズ（1953年 - 1954年） - 大野の鶴吉
- さらばラバウル（1954年） - 若林隊の特攻隊員
- ゴジラシリーズ
  - ゴジラ（1954年） - 対策本部員[5][4]
  - ゴジラの逆襲（1955年） - 北海丸船員[要出典]
  - キングコング対ゴジラ（1962年） - 自衛隊員[4]、地下鉄の避難民[4]
  - モスラ対ゴジラ（1964年） - 副操縦士[8][4]、インファント島民[4]
  - 三大怪獣 地球最大の決戦（1964年） - 上野公園の野次馬[4]
  - 怪獣大戦争（1965年） - 自衛隊員[9][4]
  - ゴジラ・エビラ・モスラ 南海の大決闘（1966年） - 警備兵[7][4]
  - 怪獣総進撃（1968年） - 将校[7][4]
  - 地球攻撃命令 ゴジラ対ガイガン（1972年） - 警官[4]
- 透明人間（1954年） - 宝石店の刑事[要出典]
- 続宮本武蔵 一乗城の決闘（1955年） - 草薙天鬼
- 獣人雪男（1955年） - 案内人C[7]
- 彼奴を逃すな（1956年） - 甲田
- 囚人船（1956年） - 操舵士
- 空の大怪獣 ラドン（1956年） - 五郎（キヨの兄）[1][2][3]
- 地球防衛軍（1957年） - 田宮巡査[3][注釈 2]
- 変身人間シリーズ
  - 美女と液体人間（1958年） - 「ホムラ」の客[要出典]
  - 電送人間（1960年） - 警官[7]
  - ガス人間第一号（1960年） - 中谷巡査[7]
- 大怪獣バラン（1958年） - 防衛隊小隊長[10]
- 隠し砦の三悪人（1958年） - 屈強な若者
- 日本誕生（1959年） - 大和の兵[11]
- 宇宙大戦争（1959年） - スピップ1号乗員[3]
- 愚連隊シリーズ
  - 独立愚連隊西へ（1960年） - 憲兵
  - どぶ鼠作戦（1962年） - 隊長
- 大坂城物語（1961年）
- 情無用の罠（1961年） - 交番の警官
- 用心棒（1961年）
- モスラ（1961年） - モスラ幼虫を発見する航空隊隊員[1][3]
- 守屋浩の三度笠シリーズ 有難や三度笠（1961年） - けせらの仙太
- 妖星ゴラス（1962年） - 機関員[7]
- 女性自身（1962年） - セールスマン
- 続・社長洋行記（1962年） - 椿家社長秘書
- 暗黒街の牙（1962年） - 所員
- 太平洋の翼（1963年） - 軍令部の参謀[要出典]
- 海底軍艦（1963年） - ジープの自衛隊将校[12]
- 君も出世ができる（1964年） - サラリーマン
- 宇宙大怪獣ドゴラ（1964年） - 自衛隊員[要出典]
- 侍（1965年） - 浪士
- 太平洋奇跡の作戦 キスカ（1965年） - 黒潮の艦長[要出典]
- フランケンシュタイン対地底怪獣（1965年） - 自衛隊幹部B[7][注釈 3]
- 戦場にながれる歌（1965年） - 基地の伍長
- クレージー映画
  - クレージーの無責任清水港（1966年） - 次郎長の子分
  - クレージーだよ 奇想天外（1966年） - 大口の秘書
  - クレージー大作戦（1966年） - 下田警部
  - クレージーの大爆発（1969年） - 記者
- 奇巌城の冒険（1966年） - ペシルの民
- ゼロ・ファイター 大空戦（1966年） - 艦隊の参謀
- フランケンシュタインの怪獣 サンダ対ガイラ（1966年） - 自衛隊幹部[要出典]
- 殺人狂時代（1967年） - 秒読みの隊員
- キングコングの逆襲（1967年） - エクスプロアー号乗組員[要出典]
- 乱れ雲（1967年）
- 100発100中 黄金の眼（1968年） - 部下
- 空想天国（1968年） - サッカー場の観客
- 東宝8.15シリーズ
  - 連合艦隊司令長官 山本五十六（1968年） - 早川艦長[7]
  - 日本海大海戦（1969年） - 第二艦隊・佐藤鉄太郎参謀[要出典][注釈 4]
  - 激動の昭和史 軍閥（1970年） - 福山作戦部長
- 緯度0大作戦（1969年） - 黒鮫号の乗組員[要出典]
- ゲゾラ・ガニメ・カメーバ 決戦!南海の大怪獣（1970年） - セルジオ島民[13]
- 卒業旅行 Little Adventurer（1973年） - 武装警官

### テレビドラマ
- 青春とはなんだ 第10話「風に立つ」（1965年）
- ウルトラシリーズ
  - ウルトラQ 第27話「206便消滅す」（1966年） - 中村副操縦士（206便）
  - ウルトラマン
    - 第2話「侵略者を撃て」（1966年） - 防衛隊発射指揮官
    - 第27話「怪獣殿下 後篇」（1967年） - 吉村（大阪府警警邏隊巡査）

  - ウルトラセブン 第5話「消された時間」（1967年） - 超音速ジェット機・SST機長
  - 帰ってきたウルトラマン 第11話「毒ガス怪獣出現」（1971年） - 人夫
- これが青春だ（1966年 - 1967年）
- でっかい青春 第6話「天まで走れ」（1967年）
- 怪奇大作戦[注釈 5]
  - 第6話「吸血地獄」（1968年） - 警視庁鑑識課係員
  - 第18話「死者がささやく」（1969年） - 下田署刑事
- 火曜日の女シリーズ「人喰い」（1970年、NTV）[注釈 6]
- 大忠臣蔵（1971年） - 控えの間の侍
- 荒野の素浪人 第1シリーズ 第10話「反逆 隠し砦の血闘」（1972年）
- 魔人ハンター ミツルギ（1973年） - 長老道半